# Воронцовский дворец (Санкт-Петербург)
Воронцо́вский дворе́ц — дворец в центральной части Санкт-Петербурга, расположенный на Садовой улице напротив Гостиного двора. Возведён по проекту архитектора Франческо Растрелли в 1749—1758 годах для канцлера Михаила Воронцова. Дворец отличался богатым, нарядным декором фасадов и пышной отделкой интерьеров, имеет более 50 парадных залов и помещений. Из-за колоссальных расходов на строительство уже через несколько лет после окончания работ Воронцов был вынужден продать дворец в казну за 217 тыс. руб. При Павле I дворец отдали Мальтийскому ордену, тогда была построена Мальтийская капелла по проекту Джакомо Кваренги. В 1810 году император Александр I разместил во дворце Пажеский корпус, ему здание принадлежало до революции.
В XX веке дворцовый комплекс занимали различные военные училища. В 2019 году здание занял Третий кассационный суд общей юрисдикции. В 2021 году учреждение под видом капитального ремонта инициировало конкурс на проведение работ по сносу трёх дореволюционных флигелей на территории дворца.

## История

### XVIII век

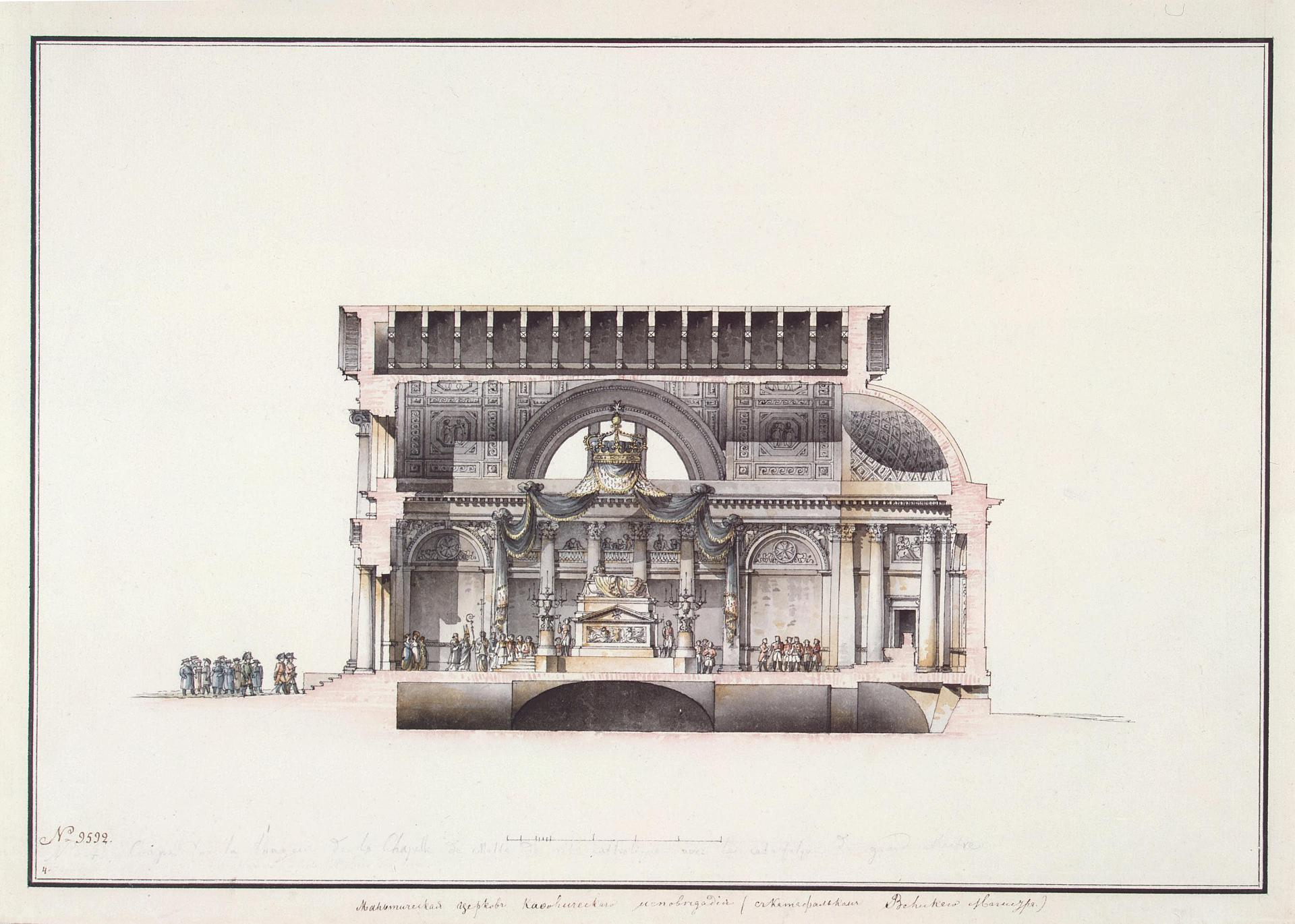
Мальтийская капелла, 1798—1800

Земли между Фонтанкой и современной Садовой улицей постепенно застраивались с 1720-х годов, к 1740 на них располагались построенные по проекту Доменико Трезини усадьбы кабинет-секретаря Петра I Алексея Макарова и Алексея Волкова, секретаря князя Александра Меншикова. В 1740-х участки выкупил и объединил вице-канцлер Михаил Илларионович Воронцов, решивший возвести для себя обширную городскую усадьбу наподобие Аничкова дворца.
В документальных источниках приводятся разные даты строительства дворцового комплекса. В труде академика Игоря Грабаря «История русского искусства» указаны 1744—1745 годы, а в записках о русском зодчестве Якоба Штелина — период с 1746 по 1759 год. Наиболее достоверным годом завершения строительства считается 1758-й. В газете «Санкт-Петербургские ведомости» под номером 95 за 1758 год упоминается новоселье 23 ноября у графа Михаила Воронцова, на котором присутствовала лично Елизавета Петровна. Императрица подарила графу «указ на 40000 рублей» и присвоила звание канцлера. После этого дворец получил второе название — «Канцлерский дом».
Дворец Воронцова стал ярким образцом городской усадьбы середины XVIII века. На участке в форме неправильного прямоугольника расположился главный корпус с двумя боковыми флигелями, к одному из которых примыкает П-образный двухэтажный корпус, образуя замкнутый внутренний двор. В основном курдонёре разбили регулярный сад, распланированный симметрично главной оси дворца. В саду выкопали пруд овальной формы, от которого в разные стороны расходились аллеи, чуть поодаль от него располагался бассейн, соединённый с Фонтанкой. Со стороны большого двора фасад протяжённостью 109 метров решён в характерном для Растрелли стиле — центральный ризалит фланкируют два боковых, оформленных менее пышно и уступающих по высоте. Фасады решены в барочном стиле, с фантазийными оконными обрамлениями, обильной золочёной лепниной, узорными решётками. По периметру усадьбу окружили оградой, отлитой по эскизам Растрелли. Центральные ворота с кованой решёткой поддерживают две приставные колонны, на которых изначально располагались скульптуры.
Роскошную отделку получили интерьеры дворца, только парадных залов и комнат в нём свыше 50. За центральным входом открывался обширный вестибюль с парадной лестницей, украшенной скульптурами и зеркалами. Лестница вела к залам второго этажа, предназначенным для приёмов и праздников. Главным парадным помещением являлся двухсветный зал в бельэтаже. Он получил особенно богатый декор, потолки украшали плафоны, расписанные сценами из античных мифов. Роспись стен выполнил болонский художник Анджело Карбони.
Расходы на строительство оказались так высоки, что разорили Воронцова. В письмах своему другу Ивану Шувалову он часто жаловался, что стал «совершенным банкротом из-за своего несчастного дворца». В 1763 году из-за колоссальных долгов вынужден был продать дворец в казну. Стоимость имения оценили в 217 тыс. рублей. Семь лет дворец пустовал, пока его не начали предоставлять иностранным гостям — в 1770 году в нём жил принц Генрих Прусский, после него — принц Нассау-Зиген, затем — вице-канцлер И. А. Остерман.
В конце 1790-х годов император Павел I передал дворец капиталу Мальтийского ордена. Для его нужд перестроили некоторые помещения, изменили главную лестницу и вестибюль. В 1798—1800 годах по проекту архитектора Джакомо Кваренги во дворце была построена церковь Рождества Святого Иоанна Предтечи, а со стороны сада к главному корпусу пристроена Мальтийская капелла, оформленная в стиле высокого классицизма. Под руководством мастера Давида Ельцесера стены оформили искусственным мрамором, лепной мастер Берн выполнил декоративные рельефы. В капелле установили роскошный мраморный алтарь и 15-регистровый орган, в ней разместили орденские драгоценности и кресло главного магистра. Согласно городской легенде, от спальни Павла I в Михайловском замке проложили 3,5 километровый подземный тоннель, выходивший в подвал капеллы.

### XIX век

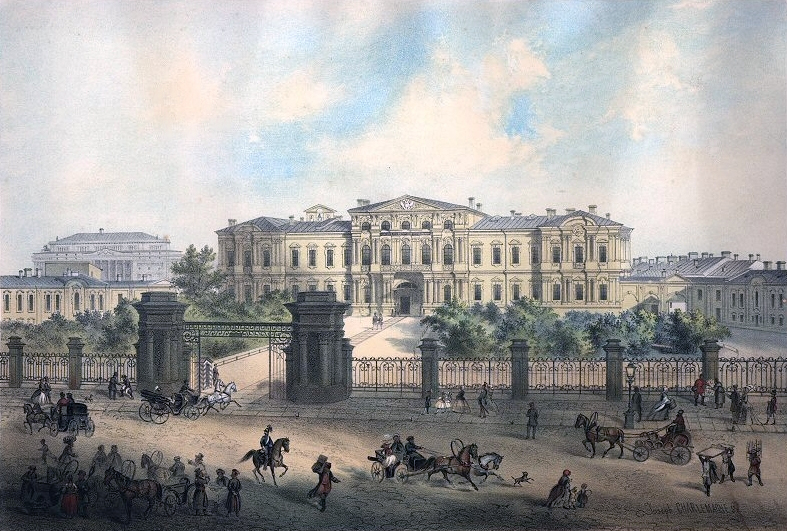
Императорский Пажеский корпус, литография по рисунку И. И. Шарлеманя, 1858

В 1810 году по указу императора Александра I дворец был передан Пажескому корпусу. Поскольку планировка и отделка дворца не подходила для нужд военного учебного заведения, дворец решили перестроить. Возглавить проект пригласили архитектора Александра Штауберта. Оформление фасадов оставили без изменений, но оригинальные интерьеры были практически полностью утрачены: для нужд учебного заведения перепланировали практически все внутренние помещения. В этот период были сняты потолочные и настенные рельефы, паркетный пол, исчезла живопись, парадную лестницу передвинули ближе к церкви. От оригинального интерьера сохранились лишь несколько сводчатых галерей и коридоров. Помещения на первых этажах флигелей стали сдавать внаём под магазины. Одним из арендаторов была книжная лавка Ивана Лисенкова, куда часто ходил поэт Александр Пушкин. Дворец содержали на средства, вырученные с арендной платы.
В дальнейшем дворцовый комплекс достраивался и расширялся согласно нуждам Пажеского корпуса. Дворцовый сад постепенно заполнили хозяйственные пристройки. В 1832—1834 году под руководством архитектора Альберта Кавоса были перестроены служебные корпуса по Чернышёву переулку. В 1853—1856 годах расширили Мальтийскую капеллу — возвели пристройку с восточной стороны и увеличили ризницу, а в заалтарной части добавили придел, под которым расположился склеп герцога Максимилиана Лейхтенбергского.
Следующий этап перестроек дворца происходил в 1883—1884 годы. Тогда на территории возвели несколько новых служебных корпусов, к северной части главного здания и к капелле пристроили флигели, юго-западный корпус основной части дворца надстроили на этаж. В новом объёме распланировали помещения для третьей роты.
Пажеский корпус размещался во дворце с 1810 года вплоть до революции.

### XX век

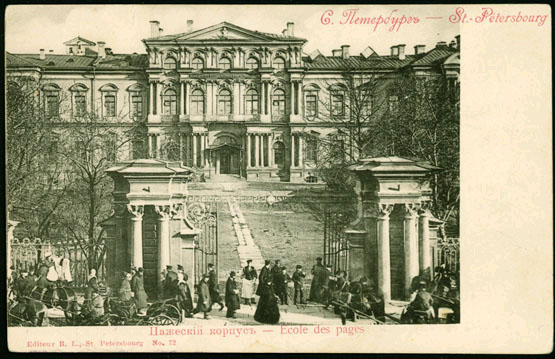
Воронцовский дворец, начало XX века

После революции дворец заняла Первая Петроградская пехотная школа РККА. В 1927—1933 годах была проведена реставрация комплекса, руководил проектом архитектор Н. П. Никитин. В годы Второй Мировой войны в здании работал госпиталь. С 1950-го дворец заняло Ленинградское пехотное училище имени Кирова, а с 1958 — Суворовское училище. В этот период прошла серия реставрационных и ремонтных работ, в ходе которых восстановили фасады основного корпуса и флигелей, вестибюль, столовую, заменили балки перекрытий. Под руководством художника Николая Перцева были отреставрированы росписи в церкви и капелле.

## Современность

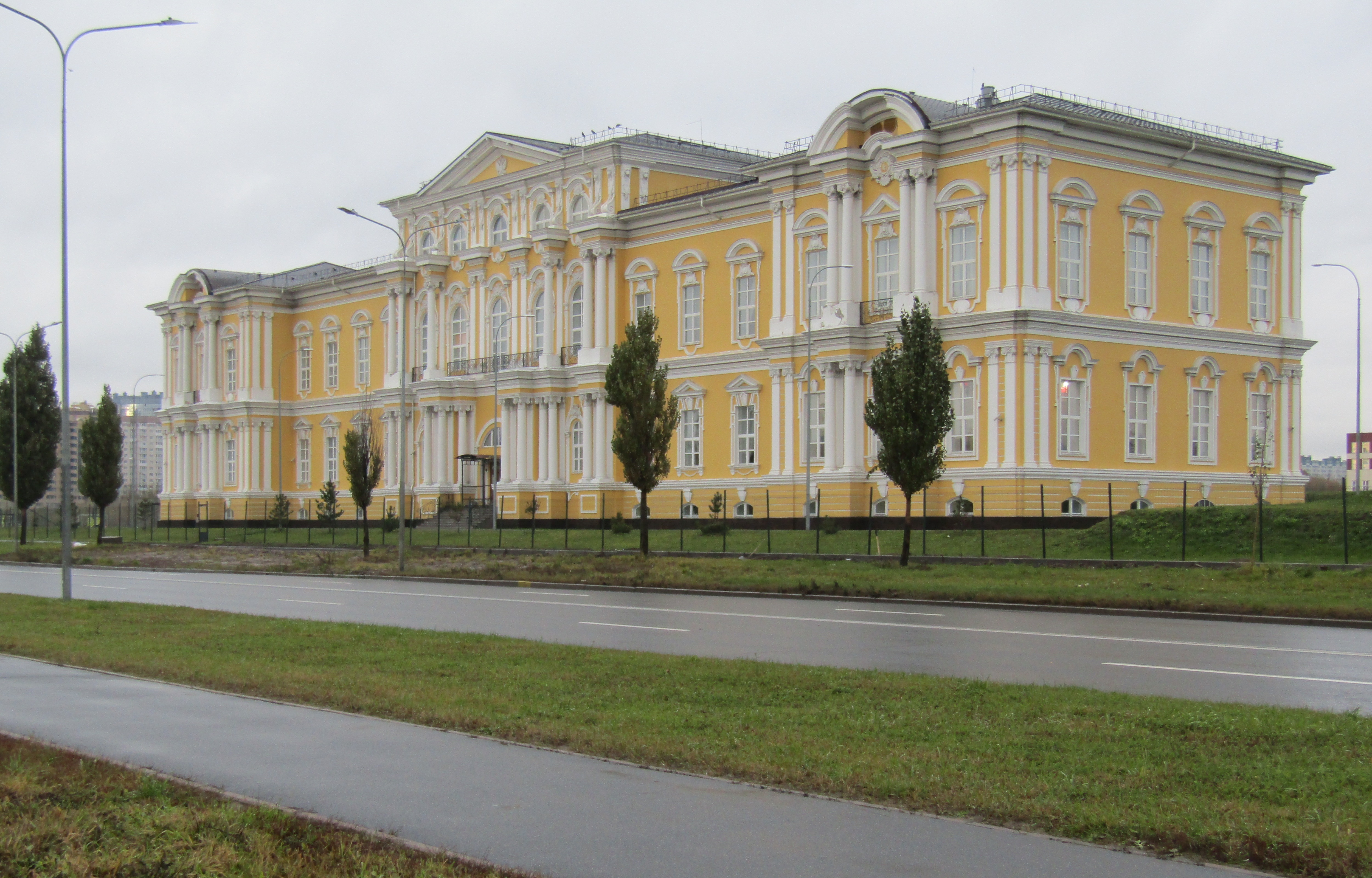
Копия Воронцовского дворца на Мебельной улице Петербурга

10 июля 2001 года дворцу был присвоен статус объекта культурного наследия федерального значения. В 2013 году рядом с дворцом был установлен памятник выпускникам суворовских училищ и кадетских корпусов скульптора Карэна Саркисова.
До 2017 года в здании располагалось Санкт-Петербургское суворовское военное училище.
В 2017—2018 годах в здании обучались воспитанники младших курсов НВМУ по причине капитального ремонта здания НВМУ на Петроградской набережной.
В 2019 году Воронцовский дворец был передан Третьему кассационному суду общей юрисдикции.
В 2013 году в Приморском районе Санкт-Петербурга было построено здание, копирующее основное здание Воронцовского дворца.

### Снос флигелей
В июне 2021 года был опубликован акт экспертизы КГИОП, «обосновывающий меры по обеспечению сохранности» Воронцовского дворца и ансамбля улицы Зодчего Росси, за авторством эксперта Галины Александровны Курленьиз. В документе три флигеля дворца по адресу ул. Садовая, д. 26, литеры Р, П, Н, упоминаются как находящиеся в неудовлетворительном состоянии и подлежащие сносу, однако не приведены данные как об истории флигелей, так и о целях демонтажа. Петербургское отделение ВООПИиК направило в КГИОП требование доработать акт ГИКЭ и не допустить сноса. Третий кассационный суд 30 июня 2021 года объявил конкурс на подряд по «выборочному ремонту» дворца. В ВООПИиК подозревают, что снос флигелей хотят провести ради организации парковки на их месте.